# Apocheiridium bulbifemorum
Apocheiridium bulbifemorum är en spindeldjursart som beskrevs av Benedict 1978. Apocheiridium bulbifemorum ingår i släktet Apocheiridium och familjen dvärgklokrypare. Inga underarter finns listade i Catalogue of Life.